# Monica Theodorescu
Monica Theodorescu (ur. 2 marca 1963 w Halle) – niemiecka jeźdźczyni sportowa, wielokrotna medalistka olimpijska.
Jej ojciec i trener Georg Theodorescu brał udział w IO 56 w barwach Rumunii. Startowała w ujeżdżeniu. Trzy razy była członkiem złotej drużyny, począwszy od igrzysk w Seulu (jeszcze w barwach RFN), przez Barcelonę do Atlanty. Stawała na podium mistrzostw świata, była mistrzynią Niemiec.

## Starty olimpijskie (medale)
Seul 1988
- konkurs drużynowy (na koniu Ganimedes) –  złoto

Barcelona 1992
- konkurs drużynowy (Grunox) –  złoto

Atlanta 1996
- konkurs drużynowy (Grunox) –  złoto